# Victor Herbert Melodies, Vol. 2
《Victor Herbert Melodies, Vol. 2》는 빙 크로스비, 프란시스 랭포드, 플로런스 조지, 루디 발레가 빅터 허버트가 작곡한 곡을 녹음해 발매한 컴필레이션 음반이다. 대부분의 녹음은 1938년 12월 데카 레코드에서 이루어졌으며, 아마 누군가가 위대한 빅터 허버트 영화가 파라마운트 픽쳐스에서 만들어지고 있다는 걸 알고 있는 채로 만들어진 것으로 추정되고 있다. 이 음반은 1939년 초반 발표된 Victor Herbert Melodies, Vol. 1의 다음 버전이라는 의미이며, 빅터 영과 그의 콘서트 오케스트라가 모든 트랙에 참여하였다.

## 트랙 리스트
이 음반은 데카 레코드의 카탈로그 넘버 A-72를 부여 받았다.

디스크 1 (2680)
1. "When You're Away", 1938년 12월 2일 빙 크로스비 녹음
2. "Thine Alone", 1938년 12월 2일 빙 크로스비 녹음

디스크 2 (2681)
1. "When You're Away", 1938년 12월 2일 빙 크로스비 녹음
2. "Thine Alone", 1938년 12월 2일 빙 크로스비 녹음

디스크 3 (2682)
1. "Kiss Me Again", 1939년 7월 14일 플로런스 조지 녹음
2. "I Want You to Marry Me", 1938년 12월 16일 빅터 영과 콘서트 오케스트라 녹음

디스크 4 (2683)
1. "Moonbeams", 1938년 12월 19일 루디 발레 녹음
2. "To the Land of My Own Romance", 1938년 12월 16일 빅터 영과 콘서트 오케스트라 녹음

디스크 5 (2684)
1. "Punchinella", 1938년 12월 13일 빅터 영과 콘서트 오케스트라 녹음
2. "Pan America", 1938년 12월 13일 빅터 영과 콘서트 오케스트라 녹음